# Alberto Cracco
Alberto Cracco (Sirmione, 1º gennaio 1952) è un attore italiano.

## Biografia
Cracco si è diplomato all'Accademia nazionale d'arte drammatica, ed è attivo in teatro e nel cinema sin dagli anni settanta.

## Filmografia

### Cinema
- Garofano rosso, regia di Luigi Faccini (1976)
- Von Buttiglione Sturmtruppenführer, regia di Mino Guerrini (1977)
- Antonio Gramsci - I giorni del carcere, regia di Lino Del Fra (1977)
- La via della droga, regia di Enzo G. Castellari (1977)
- Nel più alto dei cieli, regia di Silvano Agosti (1977)
- Bianca, regia di Nanni Moretti (1984)
- Phenomena, regia di Dario Argento (1985)
- La maschera, regia di Fiorella Infascelli (1988)
- Marcellino pane e vino, regia di Luigi Comencini (1991)
- Persone perbene, regia di Francesco Laudadio (1992)
- Terra bruciata, regia di Fabio Segatori (1999)
- Buongiorno, notte, regia di Marco Bellocchio (2003)
- L'uomo del sottosuolo, regia di Claudio Giovannesi - cortometraggio (2005)
- Nelle tue mani, regia di Peter Del Monte (2007)
- Il divo, regia di Paolo Sorrentino (2008)
- Mala Tempora, regia di Stefano Amadio (2008)
- Legami di sangue, regia di Paola Columba (2009)
- Vincere, regia di Marco Bellocchio (2009)
- La papessa (Die Päpstin), regia di Sönke Wortmann (2009)
- Sangue del mio sangue, regia di Marco Bellocchio (2015)
- Erminio Binto, regia di Silvestro Maccariello - cortometraggio (2015)
- La verità sta in cielo, regia di Roberto Faenza (2016)
- Le memorie di Giorgio Vasari (Memoirs of Giorgio Vasari: A Tuscan Artist), regia di Luca Verdone (2016)
- Dove cadono le ombre, regia di Valentina Pedicini (2017)
- Perché ho peccato, regia di Giovanni Dinatale - cortometraggio (2018)
- Il peccato - Il furore di Michelangelo, regia di Andrej Končalovskij (2019)
- Il signore delle formiche, regia di Gianni Amelio (2022)
- Il Boemo, regia di Petr Václav (2022)
- Campo di battaglia, regia di Gianni Amelio (2024)

### Televisione
- Romanzo popolare italiano – miniserie TV (1975)
- Gli ammonitori, regia di Ugo Gregoretti – film TV (1975)
- Il balordo – miniserie TV, episodi 1x03 (1978)
- Un matrimonio in provincia, regia di Gianni Bongioanni – film TV (1980)
- Quattro grandi giornalisti – miniserie TV, episodi 1x02 (1980)
- Casa di bambola, regia di Gianni Serra – film TV (1986)
- I ragazzi del muretto – serie TV, episodi 1x10 (1991)
- Eurocops – serie TV, episodi 6x10 (1993)
- Il maresciallo Rocca – serie TV, episodio 1x06 (1996)
- L'avvocato delle donne – miniserie TV, episodi 1x01 (1997)
- L'appartamento, regia di Francesca Pirani – film TV (1997)
- La squadra - serie TV, episodio 2x05 (2001)
- Incantesimo – serie TV (2003)
- Angela, regia di Andrea Frazzi e Antonio Frazzi – film TV (2005)
- R.I.S. - Delitti imperfetti , regia di Alexis Sweet – serie TV, episodi 1x01-1x06-1x10 (2005)
- R.I.S. 2 - Delitti imperfetti , regia di Alexis Sweet – serie TV, episodio 2x09 (2006)
- Karol - Un papa rimasto uomo, regia di Giacomo Battiato – film TV (2006)
- Maria Montessori - Una vita per i bambini, regia di Gianluca Maria Tavarelli – film TV (2007)
- Nebbie e delitti – serie TV, episodio 2x04 (2007)
- R.I.S. 3 - Delitti imperfetti , regia di Pier Belloni – serie TV, episodio 3x12 (2007)
- Al di là del lago – serie TV, episodi 2x01 (2010)
- Rocco Schiavone – serie TV, episodi 1x05 (2016)
- Non uccidere – serie TV, episodi 2x19-2x20 (2018)
- Suburra - La serie – serie TV, 13 episodi (2019-2020)
- Suburræterna – serie TV, 7 episodi (2023)